# 巴甘河
巴甘河是俄羅斯的河流，由新西伯利亞州負責管轄，河道全長364公里，流域面積10,700平方公里，河水主要來自雨水和融雪，河道沿途有多處沼澤和湖泊。